# Republika Zielonego Przylądka na Letnich Igrzyskach Olimpijskich 2020
Republika Zielonego Przylądka na Letnich Igrzyskach Olimpijskich 2020 – występ kadry sportowców reprezentujących Republikę Zielonego Przylądka na igrzyskach olimpijskich, które odbyły się w Tokio w Japonii, w dniach 23 lipca – 8 sierpnia 2021 roku.
Reprezentacja Republiki Zielonego Przylądka liczyła sześciu zawodników – trzech mężczyzn i trzy kobiety, którzy wystąpili w 5 dyscyplinach.
Był to siódmy start tego kraju na letnich igrzyskach olimpijskich.

## Reprezentanci

### Boks
| Zawodnik              | Konkurencja         | 1/16             | 1/8              | Ćwierćfinał      | Półfinał         | Finał            | Finał   | Źródło |
| Zawodnik              | Konkurencja         | Przeciwnik Wynik | Przeciwnik Wynik | Przeciwnik Wynik | Przeciwnik Wynik | Przeciwnik Wynik | Miejsce | Źródło |
| --------------------- | ------------------- | ---------------- | ---------------- | ---------------- | ---------------- | ---------------- | ------- | ------ |
| Daniel Varela de Pina | waga musza mężczyzn | BYE              | Zoirov P 0–5     | NQ               | NQ               | NQ               | NQ      | [ 1 ]  |

### Gimnastyka

#### Gimnastyka artystyczna
| Zawodniczka    | Konkurencja           | Eliminacje | Eliminacje | Finał | Finał   | Źródło |
| Zawodniczka    | Konkurencja           | Wynik      | Pozycja    | Wynik | Pozycja | Źródło |
| -------------- | --------------------- | ---------- | ---------- | ----- | ------- | ------ |
| Alina Harnaśko | wielobój indywidualny | 42,850     | 26.        | NQ    | NQ      | [ 2 ]  |

### Judo
| Zawodniczka      | Konkurencja | 1/16                | 1/8                 | Ćwierćfinał         | Półfinał            | Repasaże            | Finał / 3.miejsce   | Finał / 3.miejsce | Źródła |
| Zawodniczka      | Konkurencja | Przeciwniczka Wynik | Przeciwniczka Wynik | Przeciwniczka Wynik | Przeciwniczka Wynik | Przeciwniczka Wynik | Przeciwniczka Wynik | Pozycja           | Źródła |
| ---------------- | ----------- | ------------------- | ------------------- | ------------------- | ------------------- | ------------------- | ------------------- | ----------------- | ------ |
| Sandrine Billiet | -63 kg (k)  | Khojieva W 10-00    | Agbegnenou P 00-10  | NQ                  | NQ                  | NQ                  | NQ                  | NQ                | [ 3 ]  |

### Lekkoatletyka
| Zawodnik       | Konkurencja            | 1 Runda | 1 Runda | Półfinał | Półfinał | Finał | Finał   | Źródło |
| Zawodnik       | Konkurencja            | Wynik   | Miejsce | Wynik    | Miejsce  | Wynik | Miejsce | Źródło |
| -------------- | ---------------------- | ------- | ------- | -------- | -------- | ----- | ------- | ------ |
| Jordin Andrade | 400 m przez płotki (m) | 50,64   | 7.      | NQ       | NQ       | NQ    | NQ      | [ 4 ]  |

### Pływanie
| Zawodnik   | Konkurencja              | Eliminacje | Eliminacje | Półfinał | Półfinał | Finał | Finał   | Źródło |
| Zawodnik   | Konkurencja              | Czas       | Miejsce    | Czas     | Miejsce  | Czas  | Miejsce | Źródło |
| ---------- | ------------------------ | ---------- | ---------- | -------- | -------- | ----- | ------- | ------ |
| Troy Pina  | 50 m st. dowolnym (m)    | 25,97      | 58.        | NQ       | NQ       | NQ    | NQ      | [ 5 ]  |
| Jayla Pina | 100 m st. klasycznym (k) | 1:16,96    | 40.        | NQ       | NQ       | NQ    | NQ      | [ 6 ]  |